# Періпл Еритрейського моря

Основні маршрути і ринки за «Періплом Еритрейського моря» (англ.)

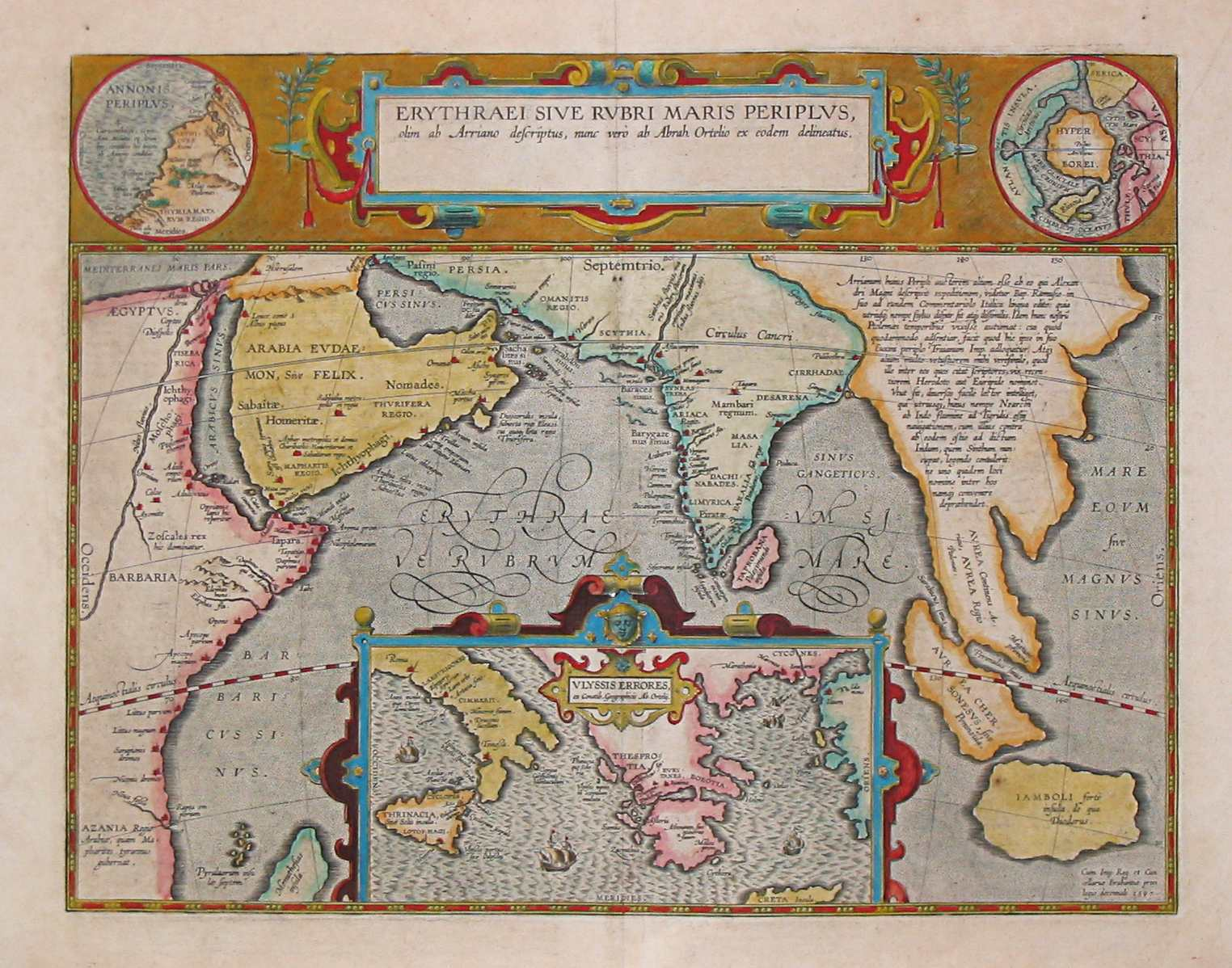
Мапа XVII століття. На ній позначено місцевості, що згадуються в Periplus of the Erythraean Sea.

 Періпл Еритрейського моря (дав.-гр. Περίπλους τῆς Ἐρυθράς Θαλάσσης) — давньогрецький географічний твір імовірно третьої чверті I століття н. е., що містить опис узбережжя Червоного моря, Аденської затоки та Аравійського моря, уздовж якого пролягали торгові шляхи єгипетських купців, у тому числі в Індію). Твір містить чимало унікальної інформації і користується великою увагою в науці.
В тексті згадані сотні географічних назв, докладно описані предмети торгівлі на різних портових ринках, містяться відомості про флору і фауну.
У візантійській рукописній традиції цей періпл виявився приписаним Флавію Арріану, автору « Періпла Понта Евксинського», під чиїм ім'ям його і було вперше опубліковано в 1533 році. Проте в сучасній науці вважається безсумнівним, що Арріан не міг бути його автором (як за стилістичними, так і за хронологічними міркуваннями), і припускається, що цей твір було або написано купцем, що плавав по цих маршрутах, або складено з розповідей таких купців.
Точна датування тексту невідома, пропонувалися дати від кінця I ст. до н. е. до III століття н. е., однак найпопулярніше датування серединою - другою половиною I століття н. е. М. Д. Бухарін зупиняється на 70-х роках.
Склад тексту :
- Шлях вздовж східного узбережжя Африки, від Міос Гормос (нині Старий Кусейр) до Опони (на мисі Хафун в Сомалі[4]) (1-11)
- і далі до Рапти (можливо, сучасний Дар ес-Салам[5]) (12-18), яку автор називає «останнім ринком» на березі Африки і зазначає, що далі океан недосліджений, повертає на південь і зливається із Західним морем (18).
- Далі починається опис узбережжя вздовж західного і південного берегів Аравії (19-33),
- Коротко описано східне узбережжя Аравії, Перська затока і південне узбережжя Ірану (34-37),
- Від дельти Інду повз західне узбережжя Індії до її крайнього півдня (38-59), причому автор згадує мис Комар (нині Коморин) і місцеву богиню (59).
- Короткий опис східного узбережжя Індії, зі згадуванням Тапробани і Хриса (60-64),
- Віддалені народи (65-66).

В тексті згадано кілька імен сучасних автору царів, ідентифікація яких допомагає уточнити час його створення:
- Цар Аксум Зоскал (§ 5), ймовірно За-Хакал[6].
- Цар Саби (Ма'афір) в Аравії Холеб, він же Мофаріт (§§ 16, 22), що ототожнюється з правителем на ім'я Кулайб Йухан'ім (після 50 року), чиє ім'я відоме із знайденого в 1986 р. напису[7].
- Цар Саби і гомеритів ( хім’яритів) Харибаїл (§§ 23, 26, 31), або Карибїл Ватарі Йуханїм I, почав правити близько 50 року[8].
- Цар Манбан, правлячий в Міннагарі, області Аріака (§ 41). Його зазвичай ототожнюють з правителем саків Нахапаною, який правив в 40-60-х роках[9]
- Царі Сараган та Сандан (§ 52). Ім'я Сараган, як вважається, відповідає династії Шатакарні, а саме її царю Шрі Гаутаміпутре Шатакарні (правив в 50-60-і роки)[10] або його попереднику Шівасваті Шатакарні[11]. Ім'я Сандан, згідно з найпоширенішою думкою, передає назву династії Сатавахани[12].
- Цар Кепробот, правлячий в Музирисі (§ 54). Припускається, що ім'я відповідає Кералапутру - титулу правителів царства Чера[13]; або, при кон'єктуру Кероботру – в тамільській формі Черапутра[14].
- Цар Пандіон (§§ 54, 58, 59), тобто правитель царства Панда[13].

Також автор згадує Семираміду, Александра Великого і царів, які правили після нього в Індії Аполлодота і Менандра (§ 47), і говорить про те, що керманич Гіппал вперше відкрив шлях через відкрите море (§ 57).

## Переклади
- The Periplus of the Erythraean Sea: Travel and Trade in the Indian Ocean by a Merchant of the First Century. Translated by William H. Schoff. (New York: Longmans, Green, and Co., 1912) [Архівовано 24 лютого 2011 у Wayback Machine.]
- Frisk H.[en], Le Périple de la Mer Erythrée (Göteborg, 1927)
- Casson L.[en], The Periplus Maris Erythraei: Text With Introduction, Translation, and Commentary (Princeton University Press, 1989) ISBN 0-691-04060-5. P.51-93.
- Бухарин М. Д. Неизвестного автора «Перипл Эритрейского моря»: Текст, перевод, комментарий, исследования. СПб, Алетейя. 2007. 440 стр. ISBN 978-5-903354-83-2 (в примечаниях: Бухарин 2007)
- Псевдо-Арриан. Плавание вокруг Эритрейского моря. / Пер. С. П. Кондратьева. // Вестник древней истории. 1940. № 2. — С. 264—281.
- Параграфы 1-18. / Пер. Г. М. Бауэра. // История Африки. Хрестоматия. — М., 1979. — С.92—102;
  - 2-е изд. — М., 1990. — С. 99—110.
- Параграфы 19-33. // Рункова Е. А. Южная Аравия. I в. до н. э. — III век н. э. — М., 1995. С.128-133.
- Параграфы 38-66. // Древний Восток в античной и раннехристианской традиции (Индия, Китай, Юго-Восточная Азия). / Пер. Г. А. Тароняна. — М., Ладомир, 2007. — С.144-152. (в примечаниях: Таронян 2007)